# Fidel Antonio Vargas
Fidel Antonio Vargas Duany (Santiago de Cuba, 28 de julio de 1992) es un deportista cubano que compite en piragüismo en la modalidad de aguas tranquilas. Ganó dos medallas de plata en los Juegos Panamericanos en los años 2015 y 2019.

## Palmarés internacional
| Juegos Panamericanos | Juegos Panamericanos | Juegos Panamericanos | Juegos Panamericanos |
| Año                  | Lugar                | Medalla              | Competición          |
| -------------------- | -------------------- | -------------------- | -------------------- |
| 2015                 | Toronto (Canadá)     | Medalla de plata     | K2 200 m             |
| 2019                 | Lima (Perú)          | Medalla de plata     | K4 500 m             |